# 高木壮太
高木 壮太（たかぎ そうた、1968年2月6日 - ）は、日本の（鍵盤楽器奏者）、音楽プロデューサー、映像作家、エッセイスト（本人は「戯作者」を自称）。

## 略歴・人物
徳島県徳島市出身。徳島市立高等学校中退。1982年頃から音楽活動を開始し、1989年に上京。
1990年代以降、スタジオ・ミュージシャン、CM音楽作家、サポート奏者（GREAT3、BONNIE PINK、YUKI、EL-MALO、和田アキ子など）として活動するかたわら、ブルー・ボンゴス、ソウル・ミッション、GENERAL、LOVE ME TENDER、CAT BOYSなどのバンドないしユニットのメンバーとして活動している。
音楽プロデューサーとして、ソウル・ミッション、井の頭レンジャーズ、GOMUを手がけている。
映画プロデューサー（大映所属）の箕浦甚吾は祖父。

## 著作
- プロ無職入門 高木壮太の活ける言葉（P-vine books 2012年）
- 荒唐無稽音楽事典 An encyclopedia of absurd music（焚書舎 2014年）
  - 新荒唐無稽音楽事典 A New Encyclopedia of Absurd Music（平凡社 2017年） - 改訂増補版

共著
- シティ・ソウルディスクガイド シティ・ポップと楽しむソウル、AOR&ブルー・アイド・ソウル（小渕晃<編>、梶本聡、駒木野稔、関美彦、高木壮太、高橋一、林剛、福田直木 DU BOOKS 2018）

## メディア等出演
映画
- ゲゲゲの鬼太郎（2007年、松竹） - 「妖怪バンド」のメンバー